# Georg Lingenbrink

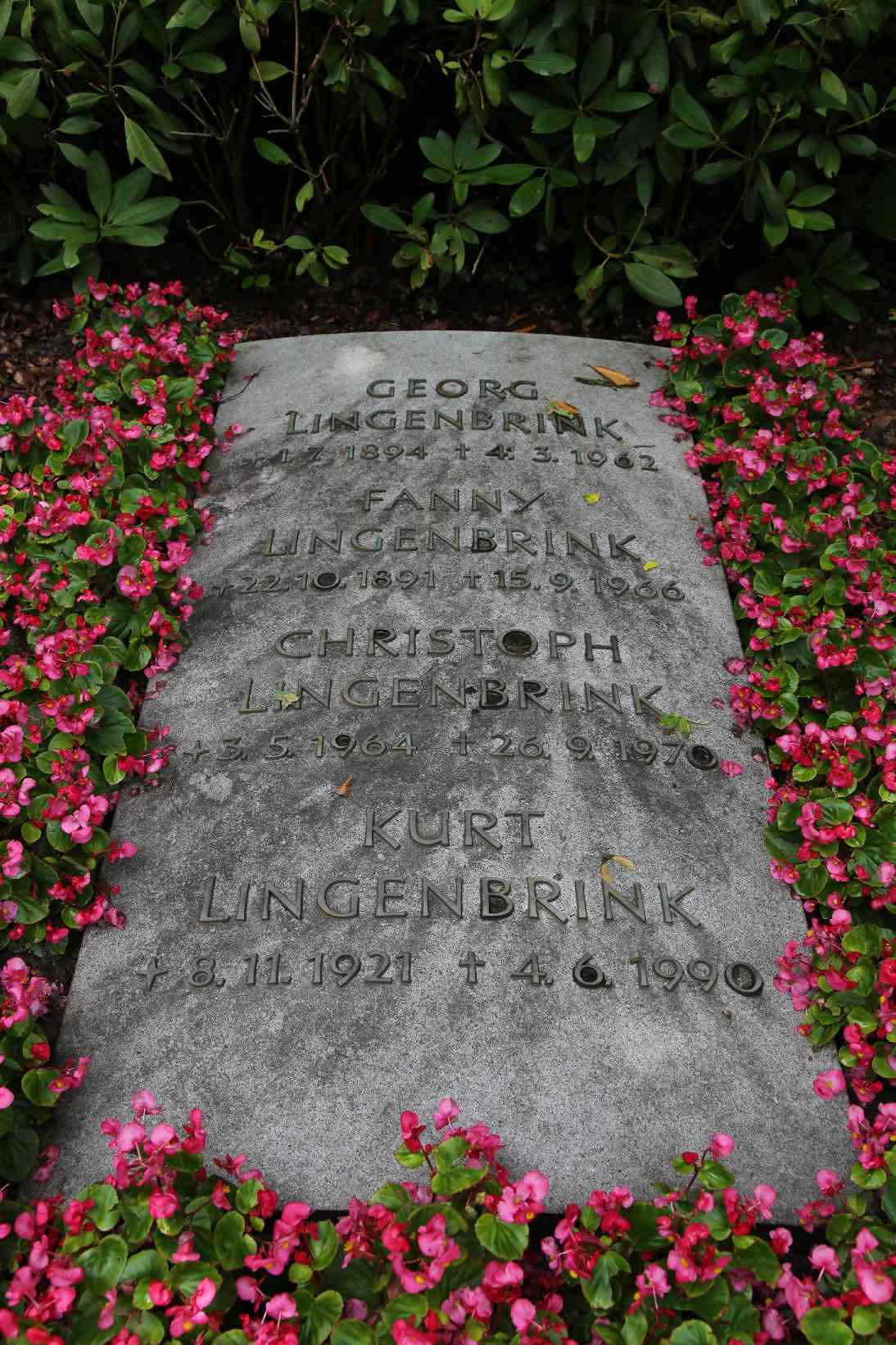
Grabstein von Georg Lingenbrink auf dem Friedhof Ohlsdorf

Georg Lingenbrink (* 1. Juli 1894 in Kreuznach; † 4. März 1962 in Hamburg) war ein deutscher Unternehmer.
Ursprünglich Versicherungsagent, übernahm er die Buchbestände des insolventen Versicherungsnehmers Karl-Franz Nohr und lieferte zunächst regional Bücher des Reclam-Verlages und anderer Verlage aus. 1928 gründete er das Buchgroßhandelsunternehmen Libri. 1953 führte er den Bücherwagendienst – Libri-Dienst – ein, der nach dem Zusammenbruch des zentralen Leipziger Buchhandelsstandorts Buchhändler in Westdeutschland täglich mit aus eigenem und Verlagslagern bestellten Büchern versorgte. Das Unternehmen wurde nach seinem Tod von den Söhnen Charles und Kurt weitergeführt. Georg Lingenbrink wurde auf dem Friedhof Ohlsdorf in Hamburg beigesetzt.
1950 firmierte zusätzlich ein "Verlag G. Lingenbrink" mit dem Sitz Rastatt.
| Personendaten    | Personendaten         |
| ---------------- | --------------------- |
| NAME             | Lingenbrink, Georg    |
| KURZBESCHREIBUNG | deutscher Unternehmer |
| GEBURTSDATUM     | 1. Juli 1894          |
| GEBURTSORT       | Kreuznach             |
| STERBEDATUM      | 4. März 1962          |
| STERBEORT        | Hamburg               |